# Taguedit
Taguedit (în arabă تاقديت) este o comună din provincia Bouira, Algeria.
Populația comunei este de 10.562 de locuitori (2008).